# 1713 w polityce

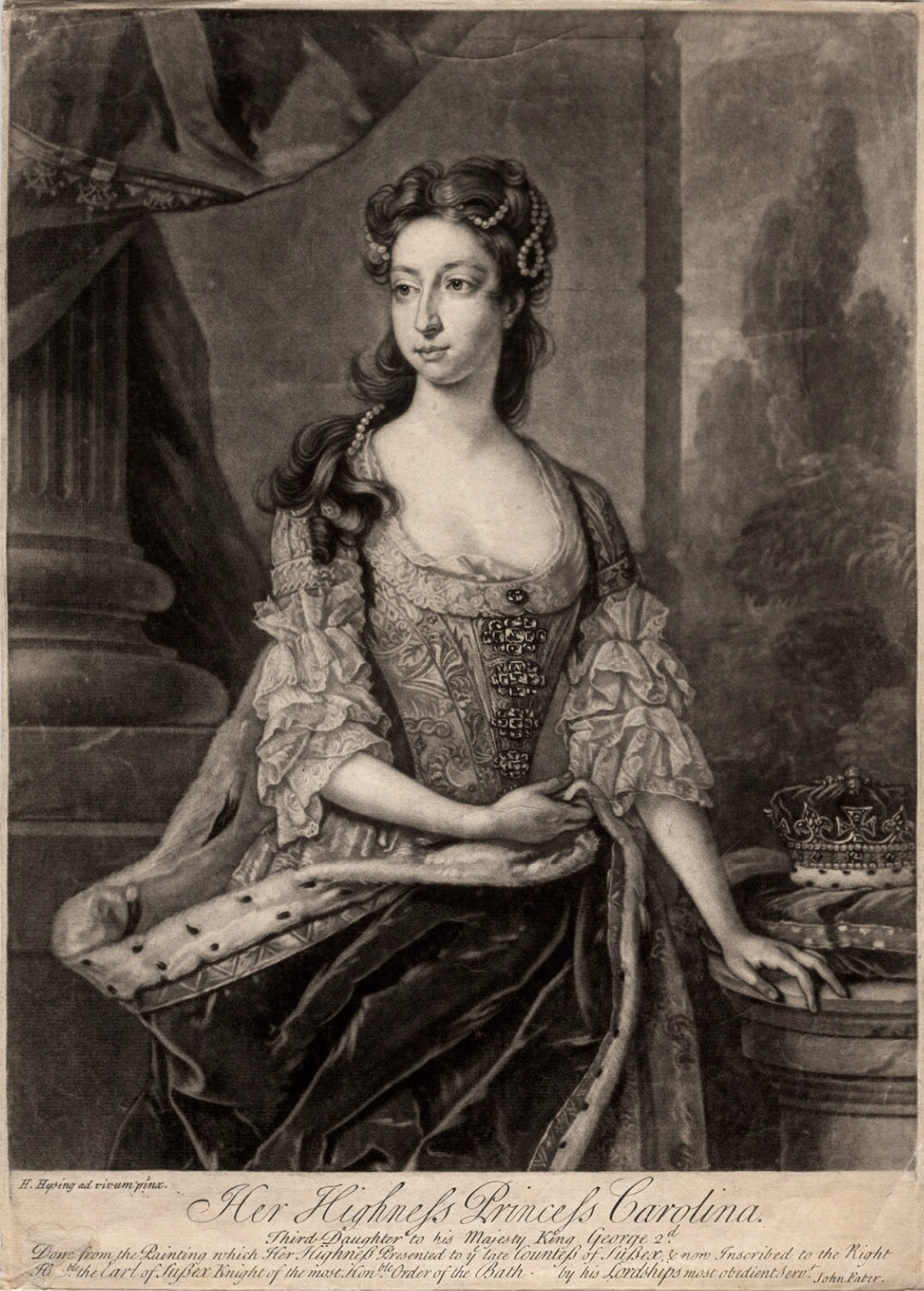
Karolina Elżbieta Hanowerska

Wydarzenia polityczne w 1713 roku.

## Wydarzenia
- Fryderyk Wilhelm I Pruski został królem Prus[1].

## Urodzeni
- 30 maja Karolina Elżbieta Hanowerska, księżniczka brytyjska[2].

## Zmarli
- Paul I Esterházy, książę, feldmarszałek austriacki[3].
- Fryderyk I, król Prus[4].